# Skate Canada Autumn Classic de 2015
O Skate Canada Autumn Classic de 2015 foi a segunda edição do Skate Canada Autumn Classic, um evento anual de patinação artística no gelo organizado pelo Skate Canada. A competição foi disputada entre os dias 12 de outubro e 15 de outubro, na cidade de Barrie, Canadá.

## Eventos
- Individual masculino (sênior e júnior)
- Individual feminino (sênior e júnior)
- Duplas (sênior)
- Dança no gelo (sênior)

## Medalhistas
| Evento                        | Ouro                                   | Prata                                           | Bronze                                            |
| Sênior                        |                                        |                                                 |                                                   |
| Individual masculino detalhes | Yuzuru Hanyu · Japão                   | Nam Nguyen · Canadá                             | Sean Rabbit · Estados Unidos                      |
| Individual feminino detalhes  | Elizabet Tursynbaeva · Cazaquistão     | Haruka Imai · Japão                             | Angela Wang · Estados Unidos                      |
| Duplas detalhes               | Meagan Duhamel · Eric Radford · Canadá | Marissa Castelli · Mervin Tran · Estados Unidos | Jessica Pfund · Joshua Santillan · Estados Unidos |
| Dança no gelo detalhes        | Nicole Orford · Asher Hill · Canadá    | Andréanne Poulin · Marc-André Servant · Canadá  | Karina Manta · Joseph Johnson · Estados Unidos    |
| Júnior                        |                                        |                                                 |                                                   |
| Individual masculino detalhes | Cha Jun-hwan · Coreia do Sul           | Joseph Phan · Canadá                            | Hugh Brabyn-Jones · Reino Unido                   |
| Individual feminino detalhes  | Amanda Stan · Romênia                  | Alicia Pineault · Canadá                        | McKenna Colthorp · Canadá                         |

## Resultados

### Sênior

#### Individual masculino
| Pos.              | Nome              | Nacionalidade  | Pontos | PC         | PL         |
| ----------------- | ----------------- | -------------- | ------ | ---------- | ---------- |
| Medalha de ouro   | Yuzuru Hanyu      | Japão          | 277.19 | 93.14 (1)  | 184.05 (1) |
| Medalha de prata  | Nam Nguyen        | Canadá         | 241.10 | 86.53 (2)  | 154.57 (2) |
| Medalha de bronze | Sean Rabbit       | Estados Unidos | 201.70 | 64.75 (4)  | 136.95 (3) |
| 4                 | Alexander Johnson | Estados Unidos | 196.32 | 63.27 (5)  | 133.05 (4) |
| 5                 | Maurizio Zandron  | Itália         | 193.55 | 62.71 (6)  | 130.84 (5) |
| 6                 | Bennet Toman      | Canadá         | 179.30 | 64.95 (3)  | 114.35 (7) |
| 7                 | Denis Margalik    | Argentina      | 177.31 | 59.13 (8)  | 118.18 (6) |
| 8                 | Mitchell Gordon   | Canadá         | 161.41 | 53.69 (10) | 107.72 (8) |
| 9                 | Javier Raya       | Espanha        | 159.18 | 60.26 (7)  | 98.92 (10) |
| 10                | Patrick Myzyk     | Polônia        | 157.73 | 57.49 (9)  | 100.24 (9) |
| 11                | Meng-Ju Lee       | Taipé Chinesa  | 110.85 | 38.61 (12) | 72.24 (11) |
| WD                | Leslie Ip         | Hong Kong      | —      | 49.35 (11) | — (WD)     |

#### Individual feminino
| Pos.              | Nome                  | Nacionalidade  | Pontos | PC         | PL         |
| ----------------- | --------------------- | -------------- | ------ | ---------- | ---------- |
| Medalha de ouro   | Elizabet Tursynbaeva  | Cazaquistão    | 179.72 | 59.23 (2)  | 120.49 (1) |
| Medalha de prata  | Haruka Imai           | Japão          | 174.89 | 58.17 (3)  | 116.72 (2) |
| Medalha de bronze | Angela Wang           | Estados Unidos | 172.36 | 59.49 (1)  | 112.87 (3) |
| 4                 | Tyler Pierce          | Estados Unidos | 158.27 | 55.31 (5)  | 102.96 (4) |
| 5                 | Roxanne Rheault       | Canadá         | 143.72 | 57.98 (4)  | 85.74 (5)  |
| 6                 | Amber Glenn           | Estados Unidos | 122.28 | 52.08 (6)  | 70.20 (7)  |
| 7                 | Isadora Williams      | Brasil         | 117.78 | 47.67 (7)  | 70.11 (8)  |
| 8                 | Frances Clare Untalan | Filipinas      | 113.96 | 43.44 (8)  | 70.52 (6)  |
| 9                 | Sonia Lafuente        | Espanha        | 95.82  | 34.32 (9)  | 61.50 (10) |
| 10                | Aislin Rosado         | México         | 89.73  | 27.85 (12) | 61.88 (9)  |
| 11                | Levana Wu             | Taipé Chinesa  | 78.16  | 28.39 (10) | 49.77 (11) |
| 12                | Lena Wu               | Taipé Chinesa  | 74.07  | 28.13 (11) | 45.94 (12) |
| WD                | Netta Schreiber       | Israel         | —      | — (WD)     |            |
| WD                | Anastasia Kononenko   | Ucrânia        | —      | — (WD)     |            |

#### Duplas
| Pos.              | Nome                             | Nacionalidade  | Pontos | PC        | PL         |
| ----------------- | -------------------------------- | -------------- | ------ | --------- | ---------- |
| Medalha de ouro   | Meagan Duhamel / Eric Radford    | Canadá         | 202.61 | 68.97 (1) | 133.64 (1) |
| Medalha de prata  | Marissa Castelli / Mervin Tran   | Estados Unidos | 177.86 | 62.07 (2) | 115.79 (2) |
| Medalha de bronze | Jessica Pfund / Joshua Santillan | Estados Unidos | 149.25 | 50.52 (4) | 98.73 (3)  |
| 4                 | Brittany Jones / Joshua Reagan   | Estados Unidos | 144.55 | 52.74 (3) | 91.81 (4)  |
| 5                 | Hayleigh Bell / Rudi Swiegers    | Canadá         | 135.43 | 48.19 (5) | 87.24 (5)  |

#### Dança no gelo
| Pos.              | Nome                                  | Nacionalidade    | Pontos | DC        | DL        |
| ----------------- | ------------------------------------- | ---------------- | ------ | --------- | --------- |
| Medalha de ouro   | Nicole Orford / Asher Hill            | Canadá           | 146.65 | 54.58 (1) | 92.07 (1) |
| Medalha de prata  | Andréanne Poulin / Marc-André Servant | Canadá           | 132.35 | 50.02 (4) | 82.33 (2) |
| Medalha de bronze | Karina Manta / Joseph Johnson         | Estados Unidos   | 131.89 | 52.89 (2) | 79.00 (4) |
| 4                 | Danielle Thomas / Daniel Eaton        | Estados Unidos   | 131.56 | 51.33 (3) | 80.23 (3) |
| 5                 | Courtney Mansour / Michael Ceska      | República Tcheca | 122.55 | 48.08 (5) | 74.47 (5) |
| 6                 | Celia Robledo / Luis Fenero           | Espanha          | 109.99 | 44.93 (6) | 65.06 (6) |
| 7                 | Taylor Tran / Saulius Ambrulevicious  | Lituânia         | 98.56  | 37.45 (7) | 61.11 (7) |
| 8                 | Emily Pike / Patrick Adderley         | Austrália        | 82.90  | 30.10 (8) | 52.80 (8) |

### Júnior

#### Individual masculino júnior
| Pos.              | Nome                  | Nacionalidade | Pontos | PC        | PL         |
| ----------------- | --------------------- | ------------- | ------ | --------- | ---------- |
| Medalha de ouro   | Cha Jun-hwan          | Coreia do Sul | 198.44 | 65.48 (1) | 132.96 (1) |
| Medalha de prata  | Joseph Phan           | Canadá        | 167.85 | 53.21 (3) | 114.64 (2) |
| Medalha de bronze | Hugh Brabyn-Jones     | Reino Unido   | 144.21 | 49.21 (4) | 95.00 (3)  |
| 4                 | Edrian Paul Celestino | Canadá        | 137.39 | 53.37 (2) | 84.02 (4)  |
| 5                 | Erik Hruszowy         | Países Baixos | 92.75  | 34.10 (5) | 58.65 (5)  |

#### Individual feminino júnior
| Pos.              | Nome                | Nacionalidade | Pontos | PC         | PL         |
| ----------------- | ------------------- | ------------- | ------ | ---------- | ---------- |
| Medalha de ouro   | Amanda Stan         | Romênia       | 130.46 | 44.45 (2)  | 86.01 (2)  |
| Medalha de prata  | Alicia Pineault     | Canadá        | 130.45 | 45.08 (1)  | 85.37 (3)  |
| Medalha de bronze | Mckenna Colthorp    | Canadá        | 129.25 | 42.23 (4)  | 87.02 (1)  |
| 4                 | Alexis Dion         | Canadá        | 127.65 | 42.30 (3)  | 85.35 (4)  |
| 5                 | Chloe Ing           | Singapura     | 111.04 | 39.76 (5)  | 71.28 (5)  |
| 6                 | Colette Kaminski    | Polônia       | 97.52  | 37.25 (6)  | 60.27 (8)  |
| 7                 | Nathalie Ng         | Hong Kong     | 91.17  | 29.09 (8)  | 62.08 (6)  |
| 8                 | Samantha Cabiles    | Filipinas     | 89.95  | 36.08 (7)  | 53.87 (9)  |
| 9                 | Yat Long Cherry Lee | Hong Kong     | 88.80  | 28.10 (9)  | 60.70 (7)  |
| 10                | Priscilla June Chau | Hong Kong     | 74.25  | 25.42 (10) | 48.83 (10) |

## Quadro de medalhas
Sênior
| Ordem | País           | Medalha de ouro | Medalha de prata | Medalha de bronze |    | Ordem por total |
| ----- | -------------- | --------------- | ---------------- | ----------------- | -- | --------------- |
| 1     | Canadá         | 2               | 2                |                   | 4  | 2               |
| 2     | Japão          | 1               | 1                |                   | 2  | 3               |
| 3     | Cazaquistão    | 1               |                  |                   | 1  | 4               |
| 4     | Estados Unidos |                 | 1                | 4                 | 5  | 1               |
| TOTAL | TOTAL          | 4               | 4                | 4                 | 12 | —               |

Geral
| Ordem | País           | Medalha de ouro | Medalha de prata | Medalha de bronze |    | Ordem por total |
| ----- | -------------- | --------------- | ---------------- | ----------------- | -- | --------------- |
| 1     | Canadá         | 2               | 4                | 1                 | 7  | 1               |
| 2     | Japão          | 1               | 1                |                   | 2  | 3               |
| 3     | Cazaquistão    | 1               |                  |                   | 1  | 4               |
| 3     | Coreia do Sul  | 1               |                  |                   | 1  | 4               |
| 3     | Romênia        | 1               |                  |                   | 1  | 4               |
| 6     | Estados Unidos |                 | 1                | 4                 | 5  | 2               |
| 7     | Reino Unido    |                 |                  | 1                 | 1  | 4               |
| TOTAL | TOTAL          | 6               | 6                | 6                 | 18 | —               |